# Scleronema minutum
Scleronema minutum is een straalvinnige vissensoort uit de familie van de parasitaire meervallen (Trichomycteridae). De soort is voor het eerst wetenschappelijk beschreven in 1891 door George Albert Boulenger, die er de naam Trichomycterus minutus aan gaf. De soort werd in de Braziliaanse provincie Rio Grande do Sul ontdekt door Hermann von Ihering en Sebastian Wolff.